# Illa de Xefina
L'illa Xefina, també coneguda com a illa de Xefina, (en portuguès:Ilha de Xefina; Ilha Xefina) és una petita illa, de 6,2 quilòmetres quadrats de superfície, situada en la badia de Maputo, al nord-est de la ciutat de Maputo, i a uns 5 km de la platja Costa do Sol. Està integrada en la unitat administrativa de la capital de Moçambic.

## Geografia
L'illa Xefina Grande, és una zona de bancs de sorra i fang, amb una part de la vegetació submergida. Al nord-est de l'illa Xefina Grande, just davant de la desembocadura del riu Incomati, es localitza l'illa Xefina Pequena, que és una àrea extensa d'afloraments sedimentaris, protegits de l'erosió de l'ondulació del oceà Índic, per una llarga sèrie de dunes de sorra situades immediatament a l'est de les illes. Una altra illa més petita és Xefina do Meio.
La proximitat a terra ferma i la presència d'extenses àrees de sediment fangós, permeten que sigui possible accedir a l'illa a peu, durant la marea baixa. No obstant això existeix el risc de ser atrapats per la crescuda de les aigües.
Les illes Xefines, malgrat la seva petita superfície, amb un alt potencial florístic, amb una cobertura vegetal on les espècies més abundants són Mimusops caffra E.Mey. ex A.DC. (Sapotaceae), Carpobrotus dimidiatus (Haw.) L. Bolus (Aizoaceae), Helichrysum kraussii (Asteraceae), Ceriops tagal (Rhizophoraceae) i Diospyros rotundifolia (Ebenaceae). De les espècies florístiques trobades es va constatar que els arbustos tenen una altura que oscil·la entre 0,2 metres i 2,5 metres, mentre que els arbres van des de 5 metres a 8 metres d'alçada. El diàmetre de l'arbre varia de 12 cm a 83 cm, mentre que els arbustos varien d'1 cm a 32 cm. Les formacions vegetals de la perifèria de l'illa Xefina Grande i gairebé tota la superfície de l'illa Xefina Pequena poden ser classificades com manglars dominats per les espècies Avicennia marina i Rhizophora mucronata.

## Història
L'illa de Xefina és coneguda per haver-hi estat empresonats diversos nacionalistes moçambiquesos que s'oposaven al règim colonial portuguès, i anteriorment com a lloc de presó i bandejament, inclosos els ferroviaris que lideraren la vaga que en 1926 paralitzà els ferrocarrils de Moçambic.
Quan el 22 d'octubre de 1833 les forces nguni comandades por Soshangane aconseguiren reconquistar la fortalesa de Lourenço Marques, massacrant la seva guarnició, fou a l'illa Xefina on s'hi va aixoplugar el seu governador portuguès, Dionísio António Ribeiro. Tot i així, el refugi a l'illa no fou suficient, ja que el governador fou capturat i mort.
Està projectat el desenvolupament d'un important projecte de desenvolupament turístic que inclou la construcció d'un pont viari entre la platja de la Costa do Sol i l'illa, aprofitant els cordons de dunes existents.